# Quartinia aerosa
Quartinia aerosa (лат.) — вид цветочных ос (Masarinae) рода Quartinia из семейства настоящих ос (Vespidae). Южно-Африканская Республика. Название aerosa, латинское женское прилагательное, означающее «цвета руды», относится к зеленовато-металлическому оттенку головы и мезосомы.

## Описание
Длина тела 2,8—3,1 мм. Голова и мезосома зеленовато-металлические. Переднее крыло с Cu1a и 2 m-cu, присутствующими, но утончёнными, значительно тоньше остальных жилок, и с 2 m-cu, прерванными до достижения M. Тегула с загнутым внутрь задним внутренним углом, угловатая, при осмотре сверху не достигает уровня шва между мезоскутумом и щитком. У представителей обоих полов голова с белыми отметинами (полумесяцем в глазной пазухе, пятном, фланкирующим внутренний край глаза, пятном на виске за глазом; самец с белым наличником. Дорсальная часть проподеума с жёлтой отметиной. Ассоциированы с растениями семейства Астровые (Leysera) и Колокольчиковые (Wahlenbergia). Вид был впервые описан в 2011 году южноафриканским энтомологом Фридрихом Гессом (1936—2013; Department of Entomology, Albany Museum and Rhodes University, Grahamstown, ЮАР).

## Распространение
Южно-Африканская Республика (Северо-Капская провинция). Ареал вида ограничен типовой территорией Rooikloof Farm, около Сатерленда (Arid Karoo and Desert False Grassveld of Acocks).